# Hard trance
L'hard trance è un genere musicale nato in Germania nella primi anni 1990, e fu una delle prime forme di trance.
È uno dei più famosi sottogeneri, caratterizzato da forti kick, con un suono secco e forte.
Nella techno, è una delle più famose forme stereotipate di musica dance elettronica ed è messa molto in discussione nella cultura popolare per i suoi suoni molto forti. Ora è molto più comparata ad altre forme di musica trance e house, ha ancora fan in Giappone, Germania e altre zone d'Europa.

## Caratteristiche
Il sound della hard trance è un derivato della trance classica, nel quale vengono accentuati i suoni più acidi e pesanti. Il ritmo è più coinvolgente ed i suoni sintetizzati sono meno articolati, tuttavia il genere mantiene la natura prettamente melodica della madre. Il tipico effetto sottovuoto fu reso famoso dagli Human Resource nel loro album Dominator; in seguito questo effetto venne usato in maniera discontinua, lasciando quindi pieno spazio alle parti melodiche sintetizzate.

## European Hard Trance
Per via di una differenza tecnica nei metodi di produzione, il termine Hard Trance ha assunto anche un connotato differente rispetto a quello originale. Oggi per Hard Trance si intende anche quel genere musicale meglio conosciuto come european hard trance, contenente elementi più dark del normale, e che condivide in buona parte le caratteristiche dell'hardstyle (come, ad esempio, il basso fuori tempo e le rullate molto veloci). Il tempo varia da 140 a 145 battiti al minuto. Il brano "The First Rebirth" del duo belga Jones & Stephenson fu uno dei primi brani hard trance della storia, anche se, per via della sua velocità superiore alla media, potrebbe sembrare a prima impressione hardcore. In Belgio la hard trance era popolare negli anni 1990 (Bonzai Records). 